# Trachinotus stilbe
Trachinotus stilbe is een  straalvinnige vissensoort uit de familie van horsmakrelen (Carangidae). De wetenschappelijke naam van de soort is voor het eerst geldig gepubliceerd in 1898 door Jordan & McGregor.
De soort staat op de Rode Lijst van de IUCN als niet bedreigd, beoordelingsjaar 2008.